# اچ‌ام‌اس وول‌ویچ (۱۷۴۹)
اچ‌ام‌اس وول‌ویچ (۱۷۴۹) (به انگلیسی: HMS Woolwich (1749)) یک کشتی بود که طول آن ۱۳۳٫۵ فوت (۴۰٫۷ متر) بود. این کشتی در سال ۱۷۴۹ ساخته شد.